# Cruz solar

Cruz solar.

La cruz solar, una cruz dentro de un círculo, es un símbolo común en artefactos de la Europa prehistórica, en particular durante el período Neolítico hasta la Edad de Bronce de Europa.
La combinación de la cruz y el círculo es la representación más simple concebible de la unión de las polaridades opuestas en el mundo occidental. Suele asociarse con el sol, de ahí su nombre, y el árbol de la vida.

## Edad de Piedra
Cruces solares grabadas en piedra han podido recuperarse en diferentes yacimientos, a resaltar los menhires de Callanish localizados en la isla de Lewis, en las Hébridas, el más famoso emplazamiento megalítico de Escocia. 

## Edad de Bronce
En las religiones primitivas de la Edad del Bronce, las cruces solares aparecen frecuentemente en artefactos identificados como artículos de culto. Por ejemplo, la miniatura en ámbar que muestra la forma de cruz cuando se sostiene a trasluz, corresponde a la Edad de bronce nórdica y se conserva en el Museo Nacional de Copenhague, Dinamarca.
El símbolo durante la Edad de bronce tenía conexiones con la rueda de ejes de carro, que en aquel tiempo era de cuatro ejes y estaba relacionado con el ideograma tipo 243 “la rueda”. Esta innovación tecnológica surge en Europa a mediados del segundo milenio a. C. En el contexto cultural, la rueda del carro había tenido una connotación solar.
- Colgantes de la segunda mitad del segundo milenio a.C. encontrados en Zürich.<ref>Museo Nacional de Suiza.
- Prendedores ornamentales, encontrados en Suiza, de la primera mitad del segundo milenio a.C., los cabezales circulares están marcados con cruces.

## La Cruz solar en la cultura

### Astronomía
El mismo símbolo representa a la tierra en los símbolos astronómicos, mientras que el sol está representado por un círculo con un punto central. 

### Etnografía
Los amerindios y otros pueblos indígenas continúan usando la cruz solar en sus prácticas simbólicas y como decoración.

### Música
En las tablaturas de la música moderna, la cruz solar denota un cambio de guitarra de un tono acústico a distorsión.

### Política
El Imperio sasánida en Persia usaba un símbolo similar a la cruz solar en su estandarte, llamado Derafsh Kaviani
El partido noruego Nasjonal Samling utilizaba una cruz solar dorada sobre un fondo rojo como símbolo oficial desde 1933 hasta 1945. La cruz con el círculo estaba adscrito a san Olaf, santo patrono de Noruega, y los colores eran los propios del Escudo de Noruega.
Varios grupos neonazis usan la cruz solar para representar a la raza blanca.

### Religión y neopaganismo
En la Wicca, la cruz solar representa al sol y los cuatro cuadrantes a la rueda del año, el ciclo de las cuatro estaciones.
Entre otros símbolos, el neopaganismo recuperó la cruz solar para el reconstruccionismo de la fe y cultura pagana, en particular el celtismo, el etenismo, especialmente el Ásatrú, y otras creencias del paganismo nórdico. 
Existe la teoría de que el origen de la cruz celta proceda de la combinación de la cruz solar y la cruz de Cristo pero también existe un argumento negacionista.